# 八戶臨海鐵道線
八户临海铁道线 (日语：／ Hachinoherinkai tetsudōsen)是连接青森县八户市八戶貨物站和北沼站的货运铁路线，由八戶臨海鐵道运营。

## 路线数据
- 运营商：八戶臨海鐵道
- 路线距离：8.5公里
- 轨距：1067 毫米
- 站数：2站
- 複線：全线单线
- 電氣化：非電氣化
- 閉塞: 單票閉塞
- 最高时速：35km/h

## 历史
八戶港有三菱製紙等企业进驻， 1966年青森县營八戶臨海鐵道線开通向八戶港运送貨物，1970年轉由日本國有鐵道（1987年之後改為日本貨物鐵道）、青森縣、八戶市等共同出資的第三部門鐵道八戶臨海鐵道运营。随着 1980 年代铁路货运的衰落，连接的专线数量减少，现在只有三菱製紙厂的专线可用。

### 年表
- 1966 年（昭和41 年）3 月 25日青森县營八戶臨海鐵道線，北八户信号場 - 北沼开通。
- 1970年（昭和 45 年）八戶臨海鐵道公司接手，运营八户货物 - 北沼[1]，北八户信号場廢止。[2]
- 1986 年（昭和 61 年）开始集装箱运输。

## 运营
八户货物和北沼之间每天有三班货运列车运行。基本上只连接集装箱车，但也可以连接油罐车。

## 车站
| 站名     | 站名     | 站名              | 站間距離（公里） | 營業距離（公里） | 连接路线          | 地点   | 地点   |
| 中文站名 | 日文站名 | 英文站名          | 站間距離（公里） | 營業距離（公里） | 连接路线          | 地点   | 地点   |
| -------- | -------- | ----------------- | ---------------- | ---------------- | ----------------- | ------ | ------ |
| 八戶貨物 |          | Hachinohe Kamotsu | 0.0              | 0.0              | 青森鐵道線 八戶線 | 青森縣 | 八戶市 |
| 北沼     |          | Kitanuma          | 8.5              | 8.5              |                   | 青森縣 | 八戶市 |

## 外部連結
- 八戸臨海鉄道株式会社 （页面存档备份，存于）（日語）